# ويليام جي. كونورز
ويليام جي. كونورز هو سياسي أمريكي، ولد في 26 يوليو 1891، وتوفي في 24 يونيو 1961. نشط حزبياً في الحزب الديمقراطي. وقد انتخب عضو مجلس نواب إلينوي ‏.